# 学校法人成田山教育財団
学校法人成田山教育財団（がっこうほうじん なりたさんきょういくざいだん）とは、千葉県成田市に幼稚園・小学校・中学校・高等学校を擁する学校法人である。

## 概要
成田山の宗教的使命の達成と、地方文化の向上のために創設された。
この理念に基づいて、高等学校・付属中学校・付属小学校間の教育の一貫性を重視しつつ、広く優秀な生徒を募集し、文武両道に励むことを通じて、社会に貢献する人材を育成する。
公益財団法人成田山文化財団（成田山仏教図書館・成田山霊光館・成田山書道美術館を運営）、社会福祉法人成田山福祉財団（成田学園を運営）とともに、戦前に成田山新勝寺が直営していた事業が戦後に法人化されたもので、法的には新勝寺と各法人はそれぞれ独立しているが、3法人共通の総合事務局として成田山財団事務局が置かれ、成田山貫首が3法人共通の総裁となっているなど、互いに密接な関係にある。

## 歴史と沿革
- 1887年（明治20年）10月3日 - 成田山山主三池照鳳大僧正により、成田高等学校の前身である修業年限3ヵ年の成田英漢義塾が創立される
- 1898年10月7日 - 成田山山主石川照勤大僧正は英漢義塾を閉塾し、新たに修業年限5ヵ年の旧制私立成田中学校の設置許可を受ける
- 1905年4月20日 - 成田幼稚園の設置認可を受ける
- 1905年6月1日 - 成田幼稚園開園する
- 1908年2月21日 - 修業年限3ヵ年の私立成田山女学校が創立される
- 1945年（昭和20年）10月3日 - 成田山女学校を閉校し、修業年限4ヵ年の私立成田高等女学校として設置認可を受ける
- 1948年3月31日 - 学制改革に伴い、中学校、女学校を統合し、成田山文化事業財団を設置者とし、成田高等学校の設置認可を受ける。同時に中学校を併設する
- 1949年3月31日 - 併設中学校を閉校する
- 1951年1月19日 - 私立学校法により、学校法人成田山教育財団の設置認可を受ける
- 1966年12月23日 - 成田高等学校付属中学校の設置認可を受ける
- 1967年4月8日 - 成田高等学校付属中学校を開校する。
- 1973年3月15日 - 小学校、及びはぼたん幼稚園の設置認可を受ける
- 1973年4月7日 - 成田高等学校付属小学校を開校する。
- 1998年10月8日 - 成田高等学校創立100周年記念式典を挙行する
- 2012年（平成24年）3月8日 - 成田高等学校新校舎竣工
- 2013年7月3日 - 成田高等学校新武道館竣工
- 2013年10月7日 - 成田高等学校創立115周年記念式典を挙行する
- 2018年10月5日 - 成田高等学校創立120周年記念式典を挙行する

## 努力目標
「本校の建学の理念と教育方針を達成する為に、次の五つの努力目標を設定し、高・中・小、各学年に即応させ、その徹底を期している」
1. 挨拶する
2. 正装する
3. 勉強する
4. 運動する
5. 掃除する

## 設置校
- 成田高等学校 - 成田市成田27

- 成田高等学校付属中学校 - 同上

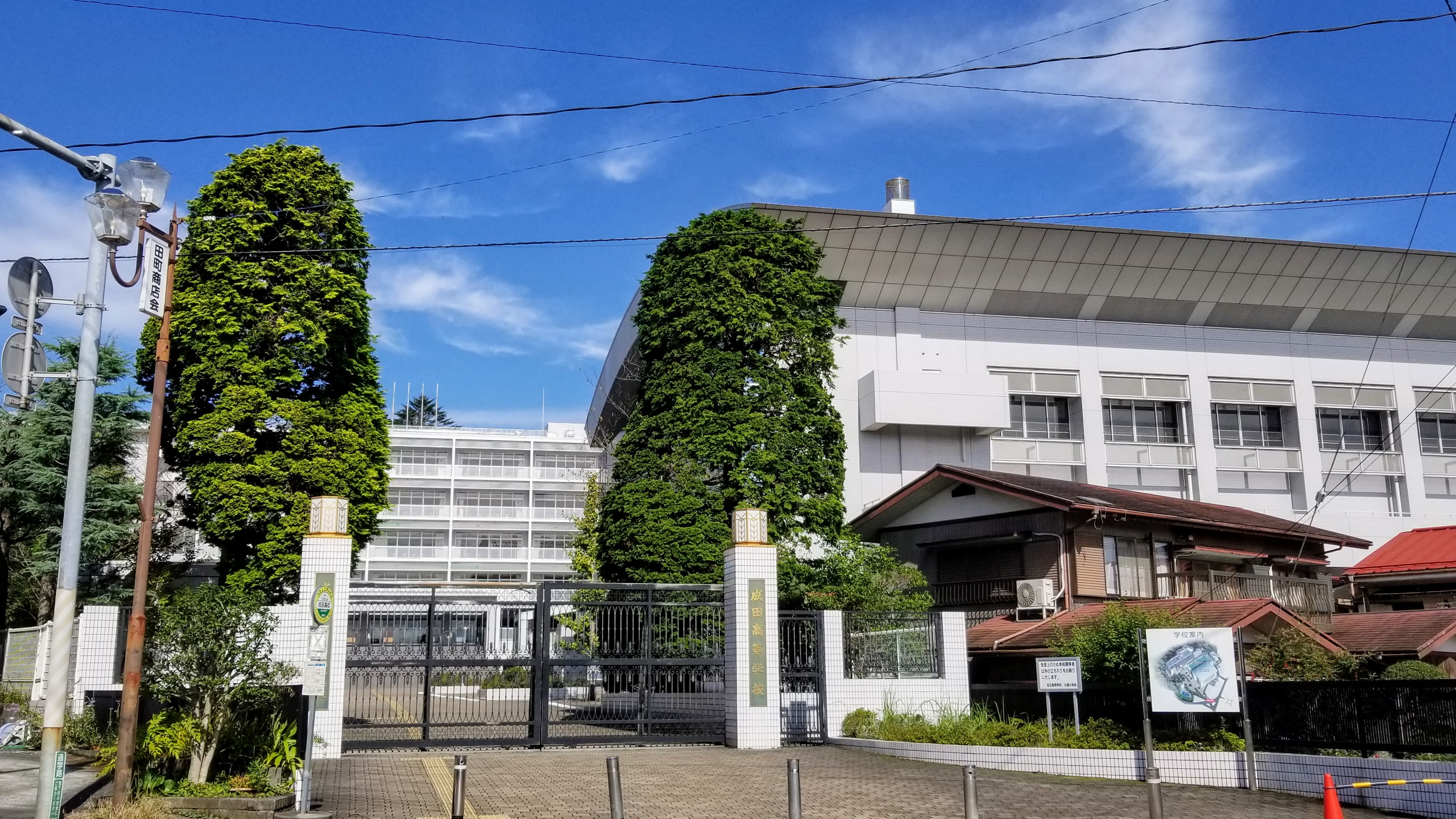
成田高等学校・付属中学校

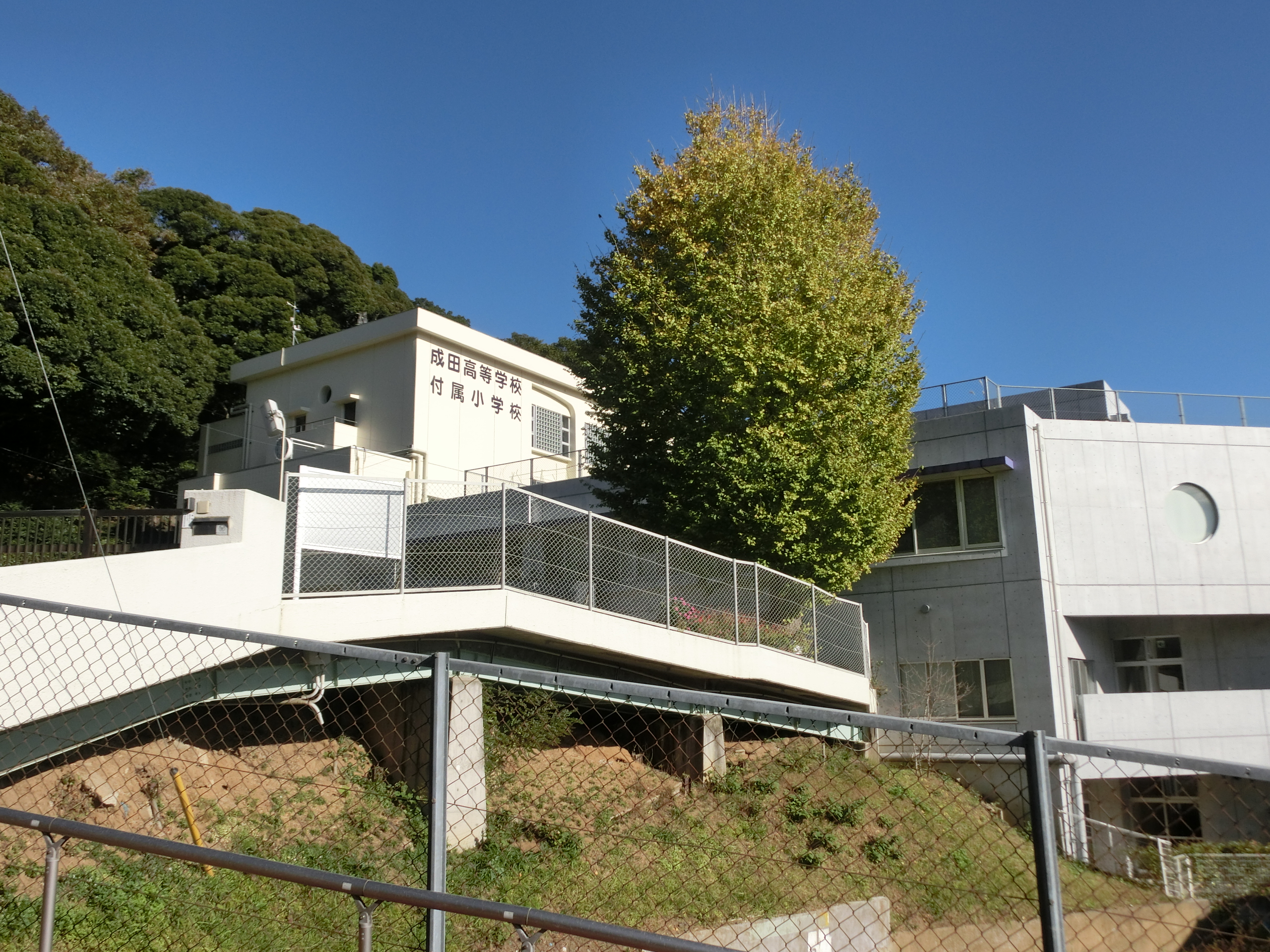
成田高等学校付属小学校

- 成田高等学校付属小学校 - 成田市田町10
- 成田幼稚園 - 成田市上町633-2
- はぼたん幼稚園 - 成田市加良部1-11

## 関連団体
- 成田山新勝寺
- 公益財団法人成田山文化財団
- 社会福祉法人成田山福祉財団